# Chiesa dei Cappuccini (Cagliari)
La chiesa dei Cappuccini, dedicata a sant'Antonio di Padova, è una chiesa della città di Cagliari.
Meglio conosciuta dai cagliaritani come chiesa di sant'Ignazio o di fra Ignazio, è officiata dai frati cappuccini e sorge, attorniata dagli edifici del convento, nel quartiere Stampace, lungo il viale Sant'Ignazio che conduce al colle di Buoncammino.

## Storia e arte
La chiesa, di origine cinquecentesca, molto rimaneggiata soprattutto nel XX secolo, è inscindibilmente legata alla figura di sant'Ignazio, frate cappuccino di Laconi, centro abitato oggi in provincia di Oristano, vissuto e morto a Cagliari nel XVIII secolo.
Il convento è un importante centro di spiritualità, nel cuore della città, e molto frequentato dai fedeli.
Il tempio si presenta molto umile e semplice, con facciata a salienti, nella quale si aprono tre portali sormontati da lunette decorate a mosaico; l'interno si sviluppa con una pianta a tre navate e cappelle laterali, tre delle quali si aprono sulla navata destra, una sulla navata sinistra.
La cappella sulla navata sinistra è il Santuario di sant'Ignazio, al quale si accede attraverso una cancellata in ferro battuto, discendendo alcuni gradini; il santuario, edificato nel XX secolo, richiama lo stile romanico e bizantino; il perimetro della cappella è percorso da un deambulatorio, che cinge l'abside semicircolare ove, sull'altare, attorniata da angeli marmorei, si trova l'urna contenente i resti mortali del santo di Làconi. Interessanti alle pareti le decorazioni realizzate a mosaico, con immagini della Vergine, di santi e personaggi in abiti tradizionali sardi.
Uscendo dal santuario, sulla destra si trova la cella dove alloggiò sant'Ignazio, mentre a sinistra si trova un Crocifisso ligneo del XVIII secolo.
Sulla navata destra, nella seconda cappella, oltre una cancellata in ferro battuto, entro un sarcofago in granito, riposano i resti mortali del beato Nicola da Gesturi, anche lui molto venerato. 
Nel presbiterio l'altare maggiore è costituito da un sarcofago romano, sul quale è applicato un artistico paliotto in marmi policromi, scolpito nel 1745. Dietro l'altare si trova il tabernacolo o custodia Eucaristica, a forma di tempietto cupolato, scolpito nel legno da un anonimo frate artigiano nel XVIII secolo.
Nella chiesa si trova un organo a canne Balbiani Vegezzi Bossi, degli anni cinquanta, restaurato all'inizio del 2009.